# Лысенина, Августа Васильевна
Августа Васильевна Лысенина (1924—2012) — советский и российский педагог.

## Биография
Родилась 22 ноября 1924 в городе Цивильске Чувашской автономной области.
Окончила Казанский химико-технологический институт (ныне Казанский национальный исследовательский технологический университет), получив специальность химика-технолога. Однако несчастный случай в лаборатории стал причиной болезни глаз, которая не позволила работать химиком. Лысенина решила поменять профессию и в 1947 году окончила естественный факультет Чувашского педагогического института (ныне Чувашский государственный педагогический университет имени И. Я. Яковлева), преподаватель химии и естествознания. Тем самым она соединила два своих образования: химию и педагогику.
С 1947 по 1954 год Августа Васильевна работала учителем биологии и химии Порецкого педагогического училища им. И. Н. Ульянова. В 1954—1955 годах — учитель биологии Цивильского педагогического училища. С 1955 по 1981 год преподавала химию в Шумерлинской школе № 1. При её участии в 1959 году в школе был создан химический кружок, который через несколько лет вырос в Менделеевское общество. На протяжении десяти лет школа из провинции уверенно держала лидерство в олимпиадах по химии союзного масштаба. Одни из самых талантливых её учеников — Валерий и Юрий Штырлины стали кандидатами химических наук, работают научными сотрудниками химического факультета Казанского государственного университета.
Умерла 28 ноября 2012 года в городе Шумерля Республики Чувашия.

## Заслуги
- Награждена орденом Ленина и медалями.
- Заслуженный учитель школы Чувашской АССР (1964), заслуженный учитель школы РСФСР (1969).
- Почётный гражданин города Шумерля (2012).[7][8]